# Furia dei tropici
Furia dei tropici è un film del 1949 diretto da André De Toth.

## Trama
Un ex pilota dell'ultima guerra scopre un guadagno facile e s'imbarca in un traffico di droga. Rischia di finire molto male, ma durante un uragano si riscatta.